# Saison 2009 du Tour européen PGA
La saison 2009 du Circuit Européen débute en novembre 2008 et se termine en fin de saison 2009.
À partir de cette nouvelle saison, la Race to Dubai remplace l'Ordre du Mérite. un bonus de 10 millions de dollars est attribué aux 15 premiers de ce classement, dont deux millions pour le seul vainqueur.
le Dubai World Championship, qui clôturera la saison, sera disputé par les 60 premiers joueurs de la Race to Dubai à l'issue du tournoi précédent.
Le vainqueur de la Race to Dubai se voit octroyer dix années d'exemption sur le circuit européen. Le vainqueur du Dubai World Championship se voit lui octroyer cinq années d'exemption.
36e saison depuis la création du Circuit Européen, la saison est constituée de 52 tournois officiels, incluant les quatre tournois constituant le Grand Chelem, les trois tournois du  World Golf Championships.
Le circuit européen se produit principalement en Europe, mais aussi en Asie, en Afrique du Sud et en Australie.

## Calendrier
53 tournois figurent au calendrier de la Race to Dubai. Afin de se réaligner sur le calendrier annuel, deux tournois, les HSBC Champions et Hong Kong Open figureront deux fois au calendrier de la Race to Dubai 2009.
| Date          | Tournoi                                   | Lieu                | Vainqueur                 | points pour le World Golf Ranking | Notes |
| ------------- | ----------------------------------------- | ------------------- | ------------------------- | --------------------------------- | --- |
| 6-10 nov      | HSBC Champions                            | Chine               | Sergio García             | 52                                | fait partie également des Asian, Australasian et Sunshine Tours                                               |
| 20-23 nov     | UBS Hong Kong Open                        | Hong Kong, Chine    | Lin Wen-tang              | 32                                | fait partie également du Asian Tour                                                                           |
| 27-30 nov     | Sportsbet Australian Masters              | Australie           | Rod Pampling              | 22                                | fait partie également du PGA Tour of Australasia                                                              |
| 11-14 dec     | Alfred Dunhill Championship               | Afrique du Sud      | Richard Sterne            | 24                                | fait partie également du Sunshine Tour                                                                        |
| 18-21 dec     | South African Open Championship           | Afrique du Sud      | Richard Sterne            | 40                                | fait partie également du Sunshine Tour                                                                        |
| 8-11 jan      | Joburg Open                               | Afrique du Sud      | Anders Hansen             | 20                                | fait partie également du Sunshine Tour                                                                        |
| 15-18 jan     | Abu Dhabi Golf Championship               | Émirats arabes unis | Paul Casey                | 48                                | |
| 22-25 jan     | The Commercialbank Qatar Masters          | Qatar               | Álvaro Quirós             | 54                                | |
| 29 jan-1 fév  | Dubai Desert Classic                      | Émirats arabes unis | Rory McIlroy              | 52                                | |
| 5-8 fév       | Indian Masters                            | Inde                | Tournoi annulé            | Tournoi annulé                    | fait partie également du Asian Tour                                                                           |
| 12-15 fév     | Maybank Malaysian Open                    | Malaisie            | Anthony Kang              | 30                                | fait partie également du Asian Tour                                                                           |
| 19-22 fév     | Johnnie Walker Classic                    | Australie           | Danny Lee (amateur)       | 32                                | fait partie également du Asian Tour est PGA Tour of Australasia                                               |
| 25 fév-1 mar  | WGC-Accenture Match Play Championship     | États-Unis          | Geoff Ogilvy              | 76                                | World Golf Championships                                                                                      |
| 26 fév-1 mar  | Astro Indonesia Open                      | Indonésie           | Thongchai Jaidee          | 20                                | fait partie également du Asian Tour                                                                           |
| 12-15 mar     | WGC-CA Championship                       | États-Unis          | Phil Mickelson            | 78                                | World Golf Championships                                                                                      |
| 19-22 mar     | Madeira Island Open                       | Portugal            | Estanislao Goya           | 24                                | |
| 26-29 mar     | MAPFRE Open de Andalucia                  | Espagne             | Søren Kjeldsen            | 24                                | |
| 2-5 avr       | Estoril Open de Portugal                  | Portugal            | Michael Hoey              | 24                                | |
| 9-12 avr      | Masters                                   | États-Unis          | Ángel Cabrera             | 100                               | grand chelem                                                                                                  |
| 16-19 avr     | Volvo China Open                          | Chine               | Scott Strange             | 18                                | fait partie également du Asian Tour                                                                           |
| 23-26 avr     | Ballantine's Championship                 | Corée du Sud        | Thongchai Jaidee          | 32                                | fait partie également du Asian Tour                                                                           |
| 30 Apr-3 mai  | Open de España                            | Espagne             | Thomas Levet              | 28                                | |
| 7-10 mai      | Italian Open                              | Italie              | Daniel Vancsik            | 28                                | |
| 14-17 mai     | Irish Open                                | Irlande             | Shane Lowry (amateur)     | 40                                | |
| 21-24 mai     | BMW PGA Championship                      | Angleterre          | Paul Casey                | 64                                | |
| 28-31 mai     | European Open                             | Angleterre          | Christian Cévaër          | 48                                | |
| 4-7 jun       | Celtic Manor Wales Open                   | Pays de Galles      | Jeppe Huldahl             | 24                                | |
| 18-21 jun     | U.S. Open                                 | États-Unis          | Lucas Glover              | 100                               | grand chelem                                                                                                  |
| 18-21 jun     | Open de Saint-Omer                        | France              | Christian Nilsson         | 18                                | Fait partie également du Challenge Tour                                                                       |
| 25-28 jun     | BMW International Open                    | Allemagne           | Nick Dougherty            | 36                                | |
| 2-5 jul       | Open de France                            | France              | Martin Kaymer             | 44                                | |
| 9-12 jul      | Barclays Scottish Open                    | Écosse              | Martin Kaymer             | 54                                | |
| 16-19 jul     | Open britannique                          | Royaume-Uni         | Stewart Cink              | 100                               | Tournoi du grand chelem                                                                                       |
| 23-26 jul     | SAS Masters                               | Suède               | Ricardo González          | 24                                | |
| 30 jul-2 août | Czech Golf Open                           | République tchèque  | Oskar Henningsson         | 24                                | Nouveau tournoi                                                                                               |
| 6-9 août      | WGC-Bridgestone Invitational              | États-Unis          | Tiger Woods               | 76                                | World Golf Championships                                                                                      |
| 13-16 août    | USPGA                                     | États-Unis          | Yong-Eun Yang             | 100                               | Tournoi du grand chelem                                                                                       |
| 20-23 août    | The KLM Open                              | Pays-Bas            | Simon Dyson               | 24                                | |
| 27-30 août    | Johnnie Walker Championship at Gleneagles | Écosse              | Peter Hedblom             | 24                                | |
| 3-6 sep       | Omega European Masters                    | Suisse              | Alex Noren                | 32                                | |
| 10-13 sep     | Mercedes-Benz Championship                | Allemagne           | James Kingston            | 40                                | |
| 17-20 sep     | Austrian Golf Open                        | Autriche            | Rafael Cabrera-Bello      | 24                                | initialement prévu du 11 au 14 juin, a été reprogrammé en raison de l'annulation du Masters britannique       |
| 24-27 sep     | Vivendi trophy with Severiano Ballesteros | France              | Grande Bretagne & Irlande |                                   | Compétition par équipe opposant l'Europe continentale au Royaume-Uni et à l'Irlande (remplace le Seve Trophy) |
| 1-4 Oct       | Dunhill Links Championship                | Écosse              | Simon Dyson               | 46                                | Présence également d'un tournoi pro-am                                                                        |
| 8-11 oct      | Madrid Masters                            | Espagne             | Ross McGowan              | 26                                | |
| 15-18 oct     | Portugal Masters                          | Portugal            | Lee Westwood              | 46                                | |
| 22-25 oct     | Castelló Masters Costa Azahar             | Espagne             | Michael Jonzon            | 28                                | |
| 29 oct-1 nov  | Volvo World Match Play Championship       | Espagne             | Ross Fisher               | 42                                | |
| 29 oct-1 nov  | Open de Singapour                         | Singapour           | Ian Poulter               | 46                                | |
| 5-8 nov       | HSBC Champions                            | Chine               | Phil Mickelson            | 66                                | fait partie également des Asian, Australasian et Sunshine Tours                                               |
| 12-15 nov     | UBS Hong Kong Open                        | Hong Kong, Chine    | Grégory Bourdy            | 44                                | fait partie également du Asian Tour                                                                           |
| 12-15 nov     | JBWere Masters                            | Australie           | Tiger Woods               | 28                                | |
| 19-22 nov     | Dubai World Championship                  | Émirats arabes unis | Lee Westwood              | 56                                | Nouveau tournoi - Finale annuelle avec les 60 meilleurs joueurs - 10 M$ de dotation                           |

## Race to Dubai
| Position | Joueur             | Pays            | Total des gains (€) |
| -------- | ------------------ | --------------- | ------------------- |
| 1        | Lee Westwood       | Angleterre      | 4 237 762           |
| 2        | Rory McIlroy       | Irlande du Nord | 3 610 020           |
| 3        | Martin Kaymer      | Allemagne       | 2 864 342           |
| 4        | Ross Fisher        | Angleterre      | 2 531 183           |
| 5        | Paul Casey         | Angleterre      | 2 362 947           |
| 6        | Geoff Ogilvy       | Australie       | 2 202 814           |
| 7        | Oliver Wilson      | Angleterre      | 2 010 158           |
| 8        | Simon Dyson        | Angleterre      | 1 807 753           |
| 9        | Ian Poulter        | Angleterre      | 1 773 470           |
| 10       | Sergio García      | Espagne         | 1 660 788           |
| 11       | Ernie Els          | Afrique du Sud  | 1 571 577           |
| 12       | Henrik Stenson     | Suède           | 1 558 808           |
| 13       | Søren Kjeldsen     | Danemark        | 1 529 253           |
| 14       | Francesco Molinari | Italie          | 1 505 010           |
| 15       | Pádraig Harrington | Irlande         | 1 468 232           |

Classement final de la Race To Dubai 2009.